# Ӹ
Le yérou tréma, Ӹ (minuscule : ӹ), est une lettre de la variante de l’alphabet cyrillique utilisée dans l’écriture du mari des montagnes, du mari du Nord-Ouest (en) et du same de Ter. Elle note la voyelle fermée postérieure non arrondie [ɯ]. Elle est composée d’un yérou diacrité d’un tréma.

## Utilisation
Le ӹ fait partie de l’alphabet same de Kildin proposé en 1979. Il a été abandonné dans la révision de l’alphabet adoptée en 1982. Il est utilisé par Oktyabrina Voronova (en) dans son orthographe du same de Ter basée sur l’orthographe du same de Kildin, notamment dans Я̄лла publié en 1989.

## Représentations informatiques
Le yérou tréma peut être représenté avec les caractères Unicode suivants :
- décomposé (cyrillique, diacritiques) :

| formes    | représentations | chaînes de caractères | points de code | descriptions                                        |
| --------- | --------------- | --------------------- | -------------- | --------------------------------------------------- |
| capitale  | Ӹ               | Ы◌̈                    | U+042B U+0308  | lettre majuscule cyrillique yérou diacritique tréma |
| minuscule | ӹ               | ы◌̈                    | U+044B U+0308  | lettre minuscule cyrillique yérou diacritique tréma |